# Brian Duffy
Brian Duffy (Boston, 20 de junho de 1953) é um astronauta norte-americano, veterano de quatro missões no espaço.
Formado em ciências pela Academia da Força Aérea dos Estados Unidos em 1975 e em administração de sistemas pela Universidade do Sul da Califórnia, em 1981, Duffy fez curso de treinamento de piloto de testes no Mississipi em 1976 e foi selecionado para voo em jatos F-15, ficando baseado em esquadrões de caças na Virgínia até 1979, quando foi transferido para Okinawa, Japão.
Em 1982, foi selecionado para cursar a Escola de Pilotos de Teste da Força Aérea dos Estados Unidos e, após a graduação, passou a servir na Flórida. Duffy acumulou cerca de cinco mil horas de voo em 25 aeronaves diferentes.
Selecionado para o curso de astronautas da NASA em 1985, foi qualificado como piloto-astronauta em julho de 1986. Trabalhando em funções em terra por seis anos, foi ao espaço pela primeira vez em março de 1992 como piloto da STS-45 Atlantis, a primeira das missões para colocação em órbita dos satélites da série ATLAS, de observação da atmosfera e estudos do Sol. Sua segunda missão se deu em junho de 1992, também como piloto da STS-57 Endeavour.
Em 1996, Duffy revê seu primeiro comando de ônibus espaciais, na missão STS-72 da Endeavour, onde durante nove dias a tripulação recolheu no espaço um satélite japonês lançado dez meses antes e testou, em atividades extraveiculares, equipamentos e procedimentos a serem utilizados na construção futura da Estação Espacial Internacional.
Sua última missão foi como comandante da STS-92 Discovery, em outubro de 2000, onde durante treze dias a tripulação trabalhou na expansão das instalações da ISS, abrindo caminho para que ela viesse a ser ocupada por astronautas residentes.
Brian Duffy se aposentou da NASA e da força aérea em 2001, passando a exercer o cargo de vice-presidente da Lockheed Martin, empresa fabricante de aeronaves e tecnologia espacial de ponta. 